# نموذج إحصائي
النموذج الإحصائي هو تصنيف لنموذج رياضي، يجسّد مجموعة من الفرضيات الإحصائية فيما يتعلق بتكوين عينة إحصائية، وبيانات شبيهة من مجتمع إحصائي أكبر. يمثّل النموذج الإحصائي عملية تكوين البيانات.
تصف الافتراضات التي يجسدها النموذج الإحصائي مجموعة من توزيعات حتمال، يفترض أن بعضها يقارب التوزيع الذي أخذت منه عيّنة بيانات معينة. توزيعات الاحتمال المتأصلة في النماذج الإحصائية هي ما يميّز النماذج الإحصائية عن بعضها البعض وعن النماذج غير الإحصائية وعن النماذج الرياضية.
عادة ما يُحدَّد النموذج الإحصائي من خلال المعادلات الرياضية التي تربط متغير عشوائي أو أكثر وربما متغيرات غير عشوائية أخرى. على هذا النحو، النموذج الإحصائي هو «تمثيل أساسي لنظرية» (هيرمان أدير نقلاً عن كينيث بولين).
جميع اختبارات الفرضية الإحصائية وجميع المقدرات مشتقّة من النماذج الإحصائية. بشكل عام، النماذج الإحصائية هي جزءٌ من أساس الاستدلال الإحصائي.

## التعريف الرسمي
في المصطلحات الرياضية، يُمَثّل النموذج الإحصائي عادة بزوج ({\displaystyle S,{\mathcal {P}}})، حيث {\displaystyle S} مجموعة من المشاهدات المحتملة، أي فضاء العينة، و{\displaystyle {\mathcal {P}}} مجموعة توزيع احتمال على {\displaystyle S}.
الحدس من هذا التعريف هو كما يلي. يُفترض أنه هناك توزيع احتمالي «حقيقي» ناتج عن عملية تكوين البيانات المُشَاهَدة. نختار {\displaystyle {\mathcal {P}}} لتمثيل مجموعة التوزيعات التي تتضمن توزيعاً يُقارب
```
التوزيع الحقيقي. لاحظ أن الأمر لا يتطلب أن تتضمن 

  

    

      

        

          

            
P

          

        

      

    

    
{\displaystyle {\mathcal {P}}}

  

 التوزيع الحقيقي، عملياً هذا نادر الحدوث. وكما ينص عليه بورنهام وأندرسون، «النموذج هو تبسيط أو تقريب للواقع وبالتالي لن يعكس الواقع كله»
[
3
]
—من أن القول «
جميع النماذج خاطئة
».
```

المجموعة {\displaystyle {\mathcal {P}}} دائماً معلمّة: {\displaystyle {\mathcal {P}}=\{P_{\theta }:\theta \in \Theta \}}. المجموعة {\displaystyle \Theta } تحدّد المعلمة الإحصائية للنموذج. التعبير بالحدود عموماً متَطلّب للحصول على قيم معلمات مميزة تؤدي إلى توزيعات متميزة، أي، {\displaystyle P_{\theta _{1}}=P_{\theta _{2}}\Rightarrow \theta _{1}=\theta _{2}} (بعبارة أخرى، يجب أن تكون دالة تباينية). يقال عن التعبير بالحدود الذي يفي بالمتطلبات أنه قابل للتعريف.